# Disclisioprocta purpurarium
Disclisioprocta purpurarium là một loài bướm đêm trong họ Geometridae.